# Silver Lake (Essex)
Silver Lake es un lugar designado por el censo ubicado en el condado de Essex en el estado estadounidense de Nueva Jersey. En el año 2010 tenía una población de 4,243 habitantes.

## Geografía
Silver Lake se encuentra ubicado en las coordenadas 40°46′48.6″N 74°10′49.97″O / 40.780167, -74.1805472.